# 日本アライアンス教団
日本アライアンス教団（にほんアライアンスきょうだん）は日本のプロテスタント系の団体。中国地方を中心に約40の教会・伝道所がある。

## 沿革
- 1887年 - A.B.シンプソンがクリスチャン・アンド・ミッショナリー・アライアンスという超教派の宣教団体を設立した。
- 1888年 - 宣教師としてH.キニーとJ.ラドロー夫妻が派遣されて来日した。
- 1893年 - T.ギューリックが日本宣教師団の議長に任命されて来日する。
- 1895年 - 広島県三次市にミッション本部を移転した。これが日本アライアンス教団の本格的な宣教開始年である。
- 1900年 - H.リンドストロムが宣教師団議長になって指導して、教勢がのびていった。
- 1909年 - 日本アライアンス教団の開拓的指導者メーベル・スランシス宣教師が来日する。戦後1965年まで指導的な立場にあった。
- 1923年 - 日本アライアンス聖書学校が広島市に設立された。山本柳吉（1923年 - 1927年）と平出慶一（1927年 - 1933年）が校長を務めた。
- 1931年11月 - アライアンス・ミッションから独立して、日本協同基督教会と改称した。大江邦治が指導者。
- 1940年 - 宗教団体法の成立に伴い、日本イエス・キリスト教会、基督伝道隊と共に日本伝道基督教団を結成した。
- 1941年 - 日本基督教団設立と共に、第七部に所属した。
- 1949年8月 - 日本基督教団を離脱。日本アライアンス教団を設立した。大江捨一が指導者。
- 1950年 - 日本アライアンス神学校が広島市で再開された。

## 特色
- 聖書の逐語霊感説とA.B.シンプソンが提唱した四重の福音を強調する。これは、イエス・キリストが救い主、聖別主、神癒主、再臨の王であることを信じる信仰である。

## 主な牧師
- 大江邦治
- 大江捨一（大江邦治の息子）
- 大江寛人（大江捨一の息子、大江邦治と中田重治の孫）